# アステカ (ゲーム)
『アステカ』は、1985年2月に日本の日本ファルコムから発売されたPC-8801用アドベンチャーゲーム。
PC-8801版は2015年にWindows用ソフトとしてプロジェクトEGGにて配信された。

## 概要
メキシコのパレンケを舞台としたゲームであるが、ゲームの目的そのものを探すところから始まるという珍しいタイプのアドベンチャーゲームである。

## ゲーム内容

### システム
ゲームとしてはテキスト入力型のアドベンチャーゲームであるが、カンマ記号を用いての複数コマンドの連続入力や、回想のコマンドを持ち、過去のプレイの足跡をたどれるという機能を取り入れている。